# Anii 580 î.Hr.
Milenii: Mileniul al II-lea î.Hr. - Mileniul I î.Hr. - Mileniul I
Secole: Secolul al VII-lea î.Hr. - Secolul al VI-lea î.Hr. - Secolul al V-lea î.Hr.
Decenii: Anii 630 î.Hr. Anii 620 î.Hr. Anii 610 î.Hr. Anii 600 î.Hr. Anii 590 î.Hr. - Anii 580 î.Hr. - Anii 570 î.Hr. Anii 560 î.Hr. Anii 550 î.Hr. Anii 540 î.Hr. Anii 530 î.Hr.
Ani: 585 î.Hr. 584 î.Hr. 583 î.Hr. 582 î.Hr. 581 î.Hr. - 580 î.Hr. - 579 î.Hr. 578 î.Hr. 577 î.Hr. 576 î.Hr. 575 î.Hr.

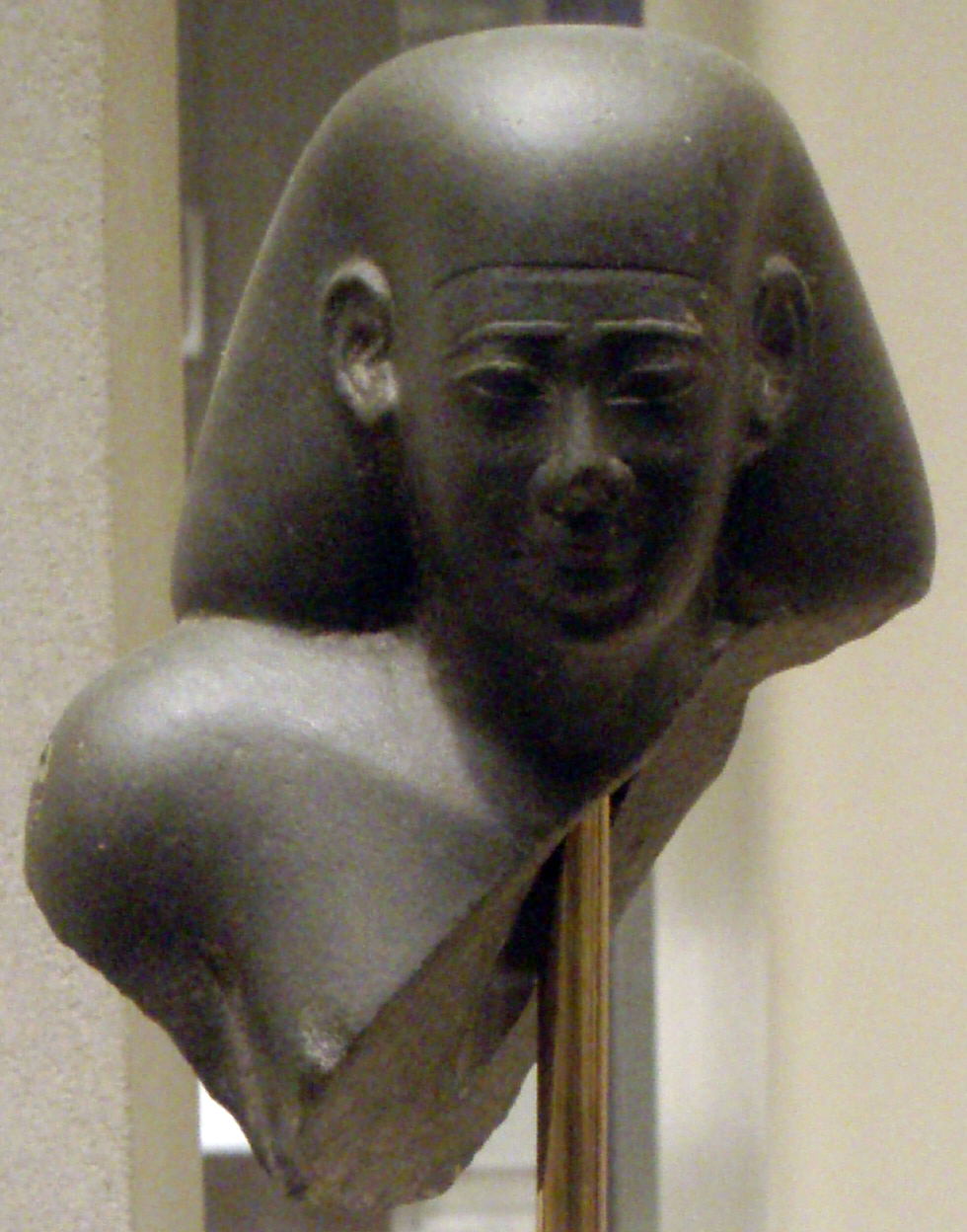
Statuia faraonului Apries, Muzeul Metropolitan Boston

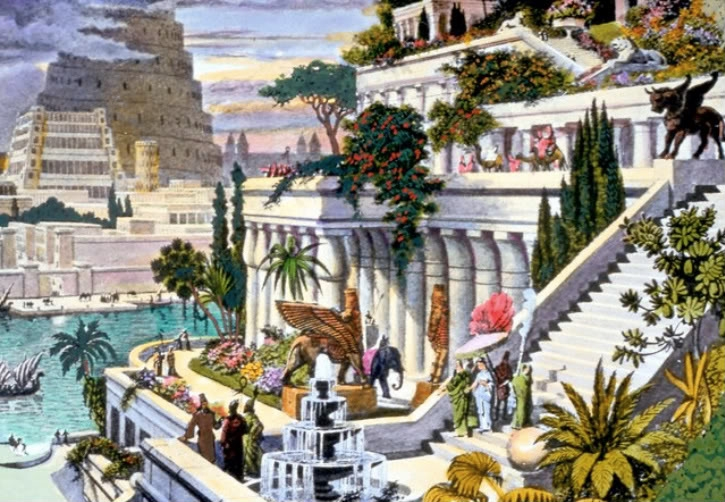
Grădinile suspendate ale Semiramidei, gravură din secolul al XVI-lea

## Evenimente
- 589 î.Hr. - Apries îl succede pe Psamtik II ca rege al Egiptului.
- 588 î.Hr. - Nabucodonosor al II-lea începe asediul Ierusalimului; opera Nabuccoeste datată în 587 î.Hr.
- 580 î.Hr. - Thales din Milet descrie comportamentul magnetitului.

## Nașteri
- 585 î.Hr. - Anaximene din Milet, filosof grec (d. 525 î.Hr.)
- 580 î.Hr. - Pitagora, filosof și matematician grec (d. 496 î.Hr.)

## Decese
- 585 î.Hr. - Împăratul Jimmu al Japoniei (660-585 î.Hr), (n. ?)
- 580 î.Hr. - Cirus I rege persan al Anshanului (n. ?)